# Plateau Campbell

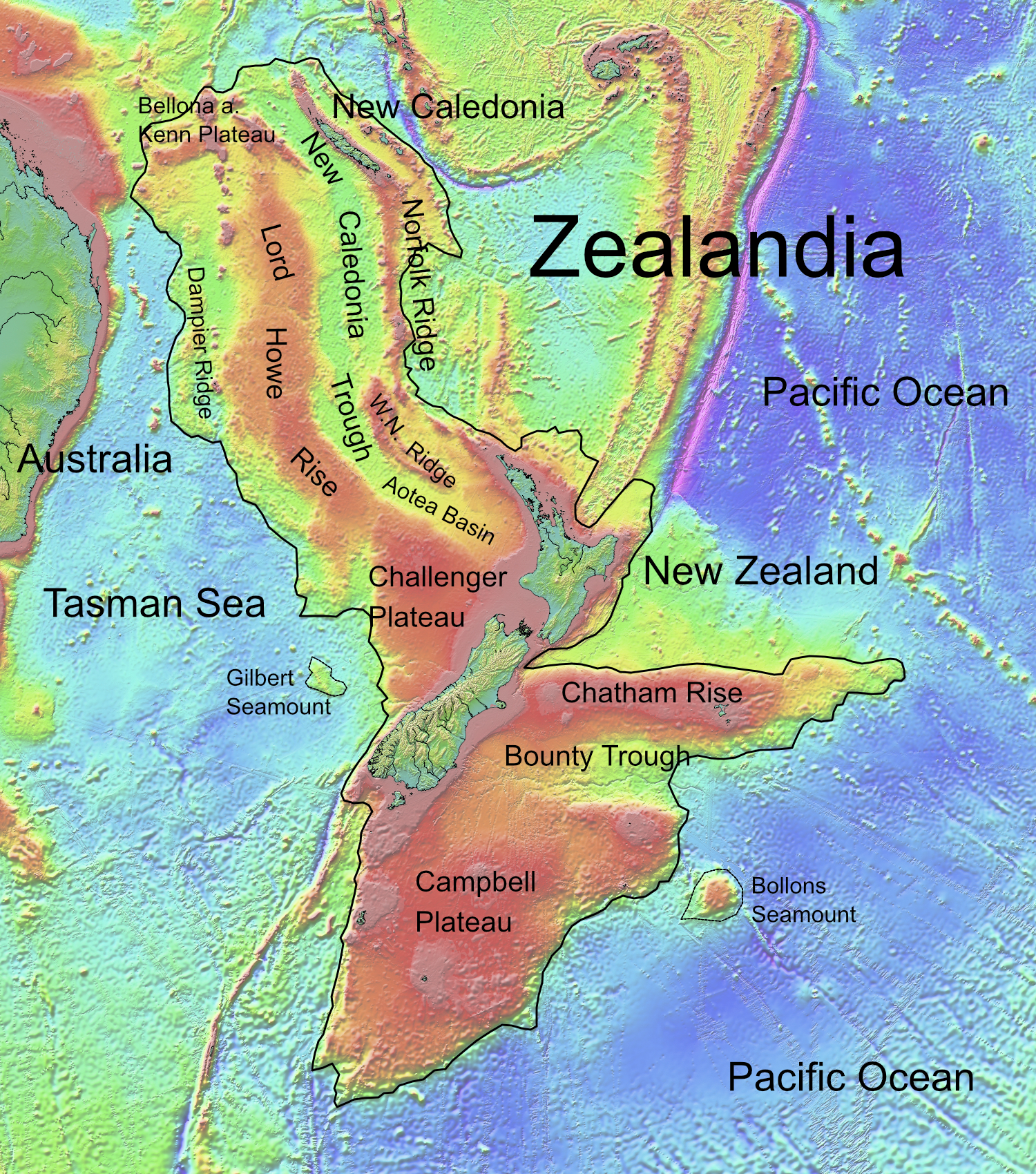
Mappa topografica della Zealandia con il Plateau Campbell

Il plateau Campbell è un vasto plateau oceanico a sud della Nuova Zelanda e del Chatham Rise.

## Caratteristiche
Il plateau Campbell si originò in seguito alla frammentazione della Gondwana e fa parte della Zealandia, un continente in gran parte sommerso. Le terre emerse appartenenti al plateau (Isole Bounty, Isole Antipodi, Isole Auckland e Isole Campbell) fanno parte delle Isole sub-antartiche della Nuova Zelanda, che sono state dichiarate Patrimonio dell'umanità nel 1988.
La maggior parte del plateau si trova a meno di 1000 m al di sotto del mare. Il livello si alza poi a 500 m al Pukaki Rise e emerge al di sopra del mare nelle Isole Auckland e Campbell.
Il plateau Campbell si estende su un'area di 800 000 km² (310 000 mi²), con una batimetria ondulata e le maggiori elevazioni in senso est-ovest: Campbell Island Rise, Pukaki Rise e Bounty Island Ridge. Ci sono due elevazioni quasi parallele sul bordo occidentale: Stewart Island–Snare Island Rise e la piattaforma delle Isole Auckland. Le piattaforme continentali sono ripide sui margini occidentali e meridionali, mentre il margine settentrionale scende lentamente nella Bounty trough.